# Jonas Strömvall
Jonas Strömvall, född 20 mars 1769 i Grebo församling, Östergötlands län, död 9 januari 1840 i Veta församling, Östergötlands län, var en svensk präst.

## Biografi
Jonas Strömvall föddes 1769 i Grebo socken. Han var son till bonden Jonas Wallström och Brita Hansdotter i Redinge. Strömvall blev 1790 student vid Uppsala universitet och prästvigdes 16 april 1794. Han avlade 1799 pastoralexamen och blev 8 oktober 1800 komminister i Lidingö församling, tillträdde direkt. Strömvall blev 3 november 1824 kyrkoherde i Veta församling, tillträde 1825 och utnämndes 7 augusti 1830 till prost. Han avled 1840 i Veta socken.

### Familj
Strömvall gifte sig 16 oktober 1800 med Lovisa Maria Ekmansson (född 1779), dotter till kyrkoherden Carl Gustaf Ekmansson i Stora Åby församling och Maria Hallström. De fick tillsammans barnen Lovisa Charlotta Strömvall (född 1801), Carolina Vilhelmina Strömvall (född 1803) som var gift med kyrkoherden Benct Wongers i Mogata församling, Carl Axel Strömvall (född 1805), Augusta Gustava Strömvall (1807–1808), Augusta Johanna Strömvall (1810–1863) som var gift med komministern Z. Gistedt i Vårdsbergs församling, uppbördskommissarien Frans Oskar Strömvall (1817–1892) i Stockholm, Paulina Strömvall (1819–1887) som var gift med hovrättskommissarien Johan Peter Lindman, Fredrik Gustaf Strömvall (född 1820) och Claes Johan Polycarpus Strömvall (född 1824).